# Hiroki Todaka
Hiroki Todaka (japanisch 戸高 弘貴 Todaka Hiroki; * 18. November 1991 in Saiki) ist ein japanischer Fußballspieler.

## Karriere
Todaka erlernte das Fußballspielen in der Schulmannschaft der Shizuoka Gakuen High School und der Universitätsmannschaft der Ritsumeikan-Universität. Seinen ersten Vertrag unterschrieb er 2014 bei FC Machida Zelvia. Der Verein spielte in der dritthöchsten Liga des Landes, der J3 League. 2015 wurde er mit dem Verein Vizemeister der dritten Liga und stieg in die zweite Liga auf. Für den Verein absolvierte er 90 Ligaspiele. 2020 wechselte er zum Drittligisten Kataller Toyama nach Toyama.